# 평화역
평화역(Pyeonghwa station, 平和驛)은 경전선에 있는 신호장 역으로, 전라남도 순천시 해룡면 신대리에 위치하고 있다. 개역 당시 이 역의 주소가 전라남도 승주군 해룡면 평화리였기에 역명을 '평화역'으로 정하였으며, 이후 주소가 바뀐 후에도 평화역이라는 역명은 지속되었다. 성산역과 이 역을 잇는 삼각선이 건설되면서, 삼각선의 개통에 앞서 선로 이설과 함께 신호장으로 재개업하였다.

## 구성
현재의 평화역은 전경삼각선의 분기 역할만을 수행하기 때문에, 3선으로 구성되어 있으나 타는 곳이 없으며, 특이하게 경전선과 전라선을 왕복하는 열차는 (기점 기준으로) 이 역 이전에 있는 하선 측 분기점에서 분기하여 전경삼각선으로 이행하도록 되어 있다.
역사는 총 2층으로 이루어져 있으며, 전기나 통신, 신호 업무를 전면 무인으로 실시하도록 되어 있기 때문에, 역사 내부를 일반에는 공개하지 않는다.

## 연혁
- 1967년 2월 9일 : 역원 배치 간이역으로 개업[3]
- 1969년 8월 1일 : 무인화[4]
- 1978년 7월 16일 : 역원 무배치간이역으로 격하
- 2002년 12월 20일 : 폐역
- 2011년 5월 25일 : 신호장으로 재개업

## 참고 문헌
1. ↑  [깨진 링크(과거 내용 찾기)]
2. ↑  국토해양부 고시 제 2011-195호
3. ↑  철도청 고시 제314호(1967.02.06)
4. ↑  철도청 고시 제128호(1969.07.09)